# Arachnis flos-aeris
Arachnis flos-aeris là một loài thực vật có hoa trong họ Lan. Loài này được (L.) Rchb.f. mô tả khoa học đầu tiên năm 1886.

## Hình ảnh

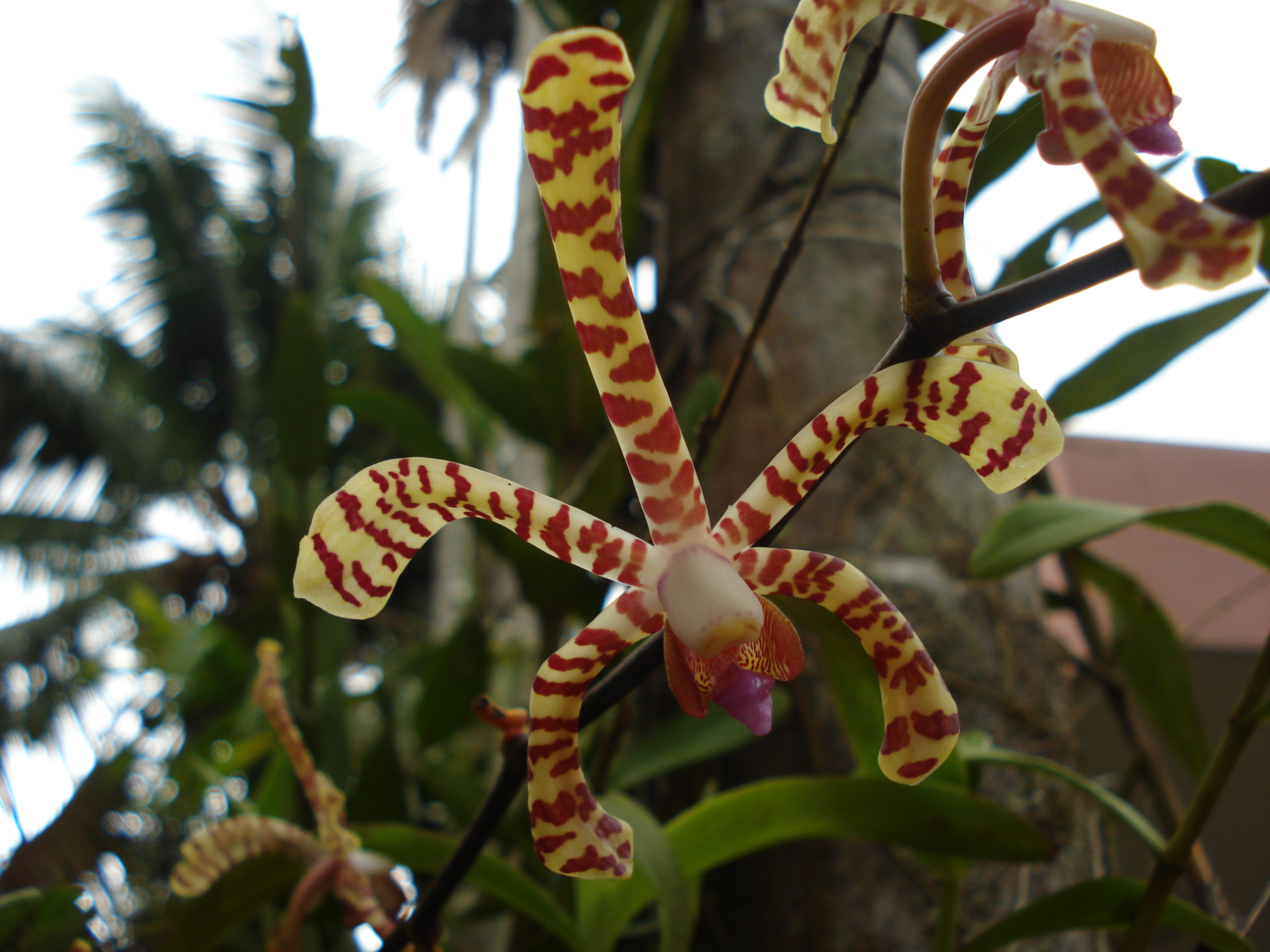
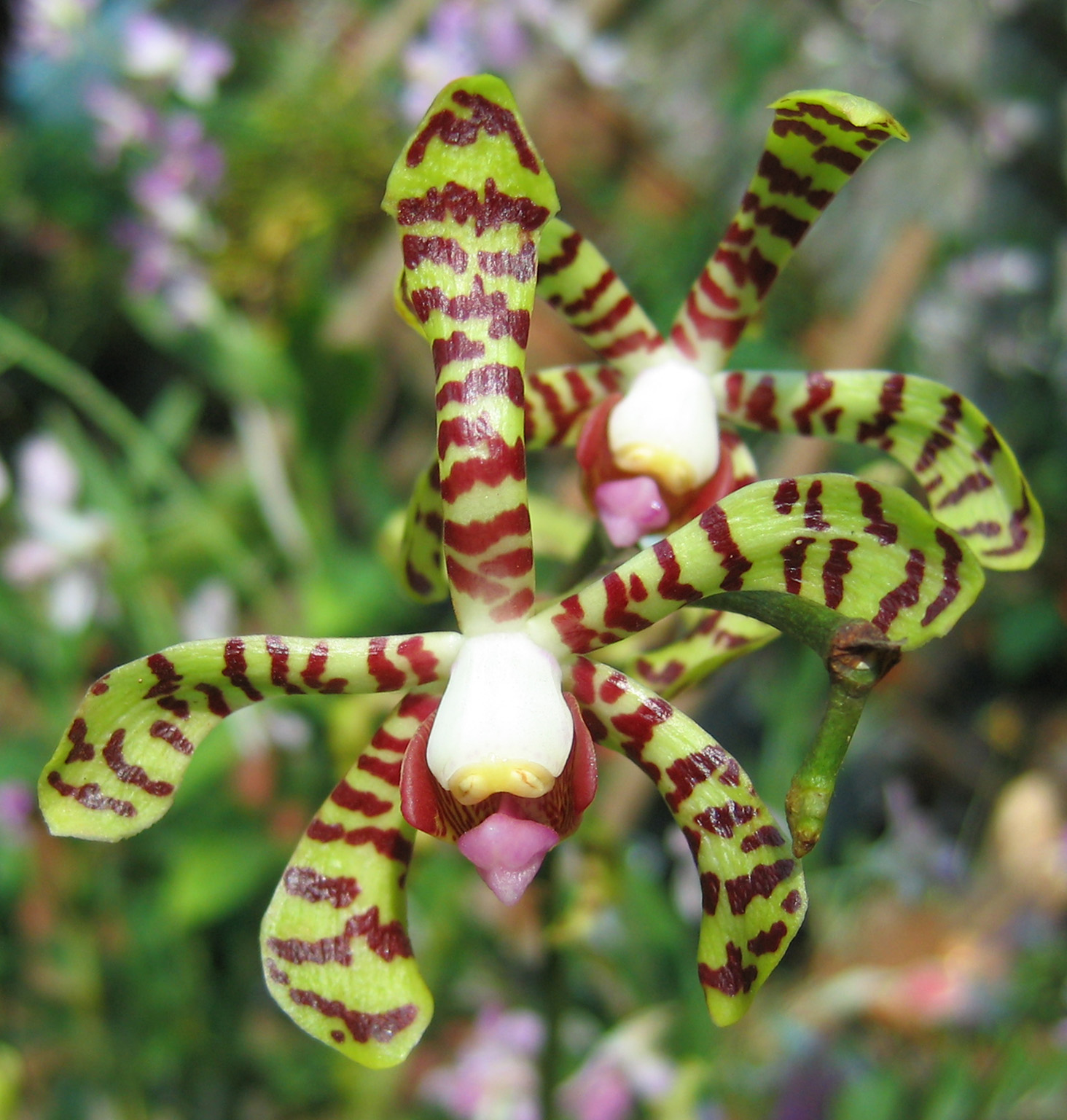
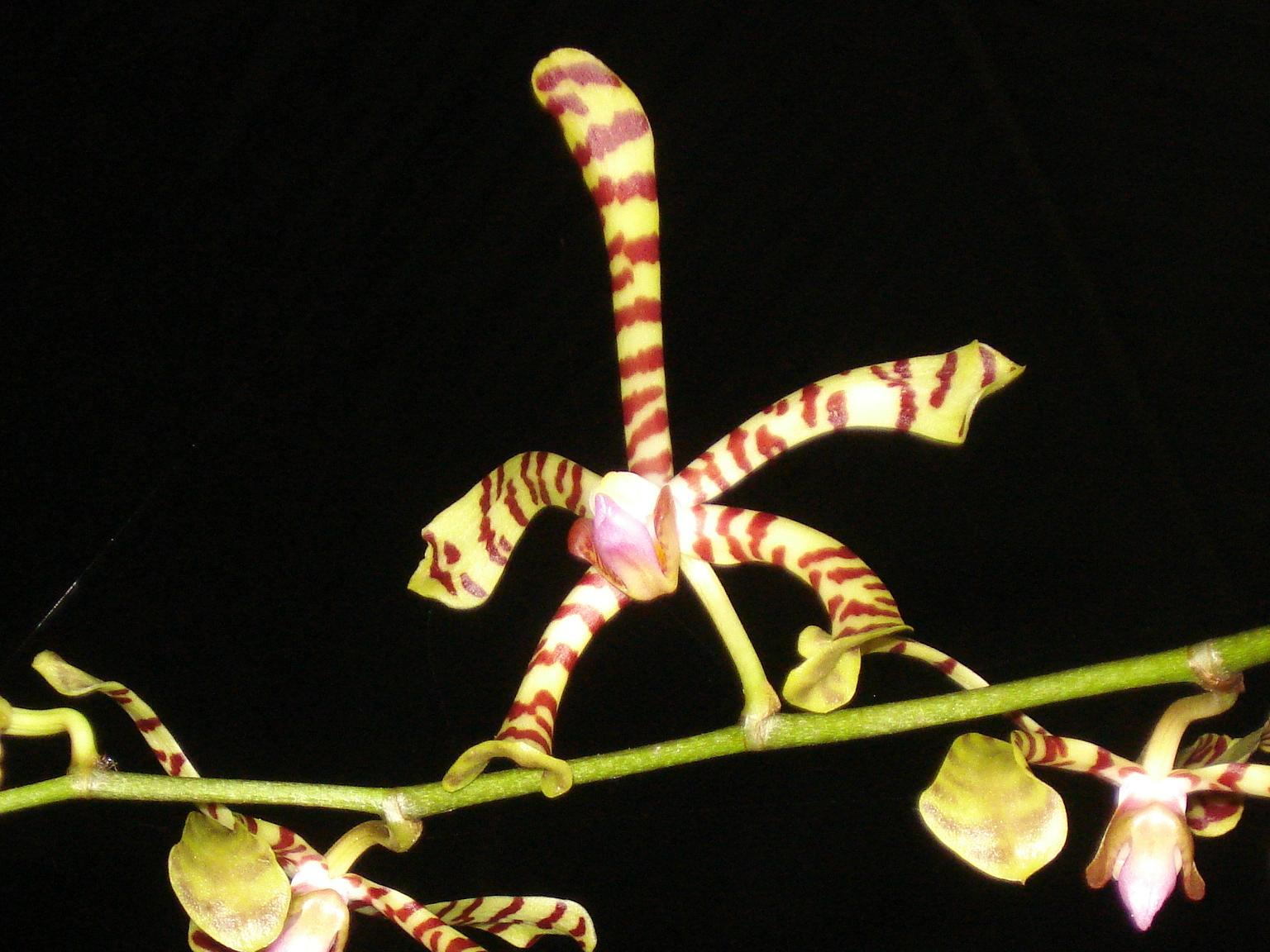
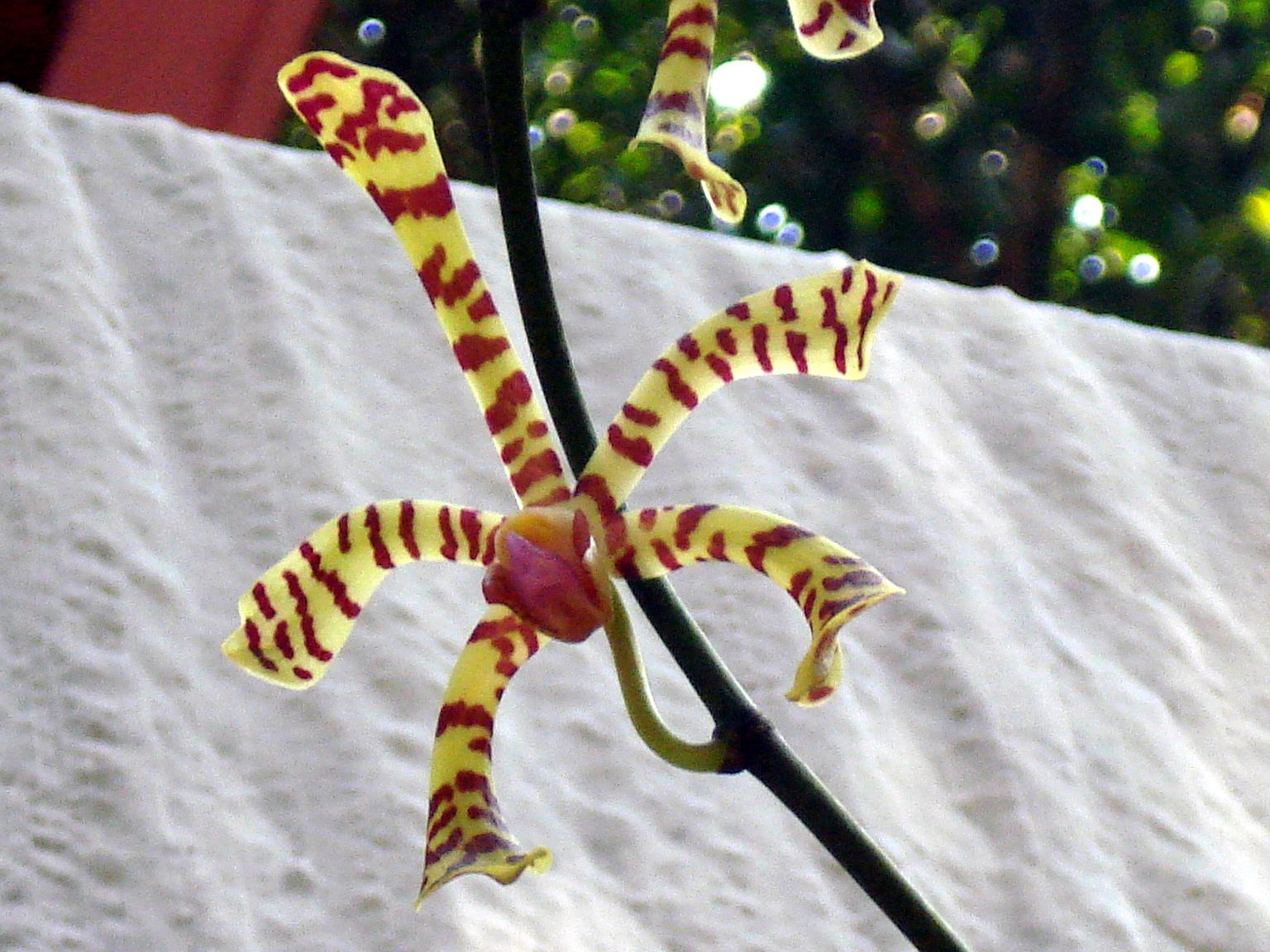